# Palacio de Ferrera
El palacio de Ferrera se encuentra situado en las inmediaciones del ayuntamiento de Avilés, en Asturias (España). Es uno de los inmuebles de estilo barroco más antiguos de la provincia, siendo un claro exponente de lo que se conoce como ensanche barroco hacia las afueras de la muralla medieval.
Desde su construcción hasta el año 1998 sirvió como residencia de los marqueses de Ferrera, y era elegido como alojamiento por la familia real española siempre que alguno de sus miembros pernoctaba en la villa. Durante 2003 el edificio fue sometido a una reforma integral y acondicionado para albergar un hotel de cinco estrellas perteneciente a la cadena hotelera NH Hoteles.

## Historia
Este palacio barroco data de mediados del siglo XVII. Fue edificado según proyecto al arquitecto local Bartolomé Velasco, y por encargo de Pedro de León y Menéndez de Avilés, cuyas armas de costados aparecen en los escudos labrados en ambas fachadas. El comitente fue abuelo materno del primer marqués de Ferrera, en cuya descendencia siguió el palacio.
Tiene un peculiar aspecto externo ya que se sitúa en la confluencia de dos calles, esta característica hace que tenga una fachada de planta en escuadra además de una única torre prismática situada en un ángulo. Puede sorprender su pertenencia al estilo barroco ya que su decoración es escasa y de carácter sobrio, aunque posee varios escudos que decoran la fachada principal, en especial uno de grandes dimensiones que contiene las armas heráldicas de los Rodríguez de León y se encuentra sobre la puerta principal.
Cuenta con tres plantas exceptuando la zona de la torre en donde tiene una altura más. En la parte trasera poseía unos amplios jardines que en 1976 fueron vendidos al consistorio avilesino por los herederos del X marqués, con la condición de que fueran puestos a disposición de la ciudadanía en forma de parque. La familia conservó todavía el jardín francés, inmediato al palacio, que no fue adquirido por el Ayuntamiento hasta 1998. Este jardín permanece separado del resto, pero también puede ser visitado a determinadas horas.
El parque de estilo inglés fue oficialmente nombrado Parque de Ferrera e inaugurado durante el año 1976 con motivo de la visita que realizaron a la ciudad los Reyes de España; cuenta con más de 80.000 m² y fue equipado con diferentes sistemas deportivos además de poseer un circuito de running, estanque y zonas de juegos infantiles.

### Conversión en Hotel
Finalmente el edificio fue adquirido por una importante cadena hotelera para ser transformado en un hotel de máxima categoría, procediendo a su completa rehabilitación y a la construcción de un ala anexa que diera al establecimiento más capacidad de alojamiento. 
Se inauguró durante el verano del año 2003 después de varios años desde la licitación de las obras ya que presentaba un deterioro evidente, además se intentó conservar en todo lo posible la decoración original con lo que cabe destacar que gran parte del mobiliario del ala antigua es de origen barroco.
Muchos personajes famosos han elegido estas instalaciones para pernoctar durante sus estancias en Avilés, entre los que cabe destacar a Woody Allen que junto a Javier Bardem, Scarlett Johanson y Penélope Cruz rodaron parte de su película Vicky Cristina Barcelona en los jardines del palacio. Igualmente el actor Brad Pitt se decantó por este hotel durante su visita a la ciudad para colaborar con el Centro Niemeyer.